# Грейт-Дисмал
Грейт-Ди́смал (англ. Great Dismal Swamp, Dismal Swamp; буквально «Великое мрачное болото», также Ди́смал-Суо́мп) — большое болото в Прибрежной равнинной области юго-восточной Виргинии и северо-восточной части Северной Каролины, между Норфолком, штат Виргиния, и Элизабет-сити, штат Северная Каролина. Оно расположено в отдельных частях независимых городов Южной Виргинии — Чесапике и Саффолке, а также в округах Гейтс, Паскуотанк, Карритак и Камден на севере Северной Каролины. По некоторым оценкам, площадь первоначального болота составляло более миллиона акров (4000 км²), и оно простиралось от Норфолка, штат Виргиния, до Идентона, штат Северная Каролина. Это южное болото, одно из многих вдоль побережья Атлантического океана, в число которых входят болото Эверглейдс и Биг-Сайпресс во Флориде, Окефеноки в Джорджии, Конгари в Южной Каролине и некоторые заливы в обеих Каролинах и в Джорджии.
В середине болота расположено естественное озеро Драммонд, площадью 3100  акров (13 км²). Круглое озеро является одним из двух естественных озер в Виргинии. По восточной окраине болота Грейт-Дисмал проходит канал «Дисмал-суомп», строительство которого было завершено в 1805 году.
В 1973 году был основан национальный заповедник «Грейт-дисмал-суомп», после того как корпорация Union Camp Corporation, расположенная во Франклине, штат Виргиния, пожертвовала 49 100 акров земли (199 км²) на его создание. До этого на его территории происходили вырубки, разрушившие экосистему болота. Заповедник был официально установлен указом «Дисмал-Суомп акт» 1974 года, и сегодня его площадь составляет более 112 000 акров (450 км²) лесных водно-болотных угодий. За пределами заповедника штат Северная Каролина создал дополнительные участки заповедника путём основания государственного парка «Дисмал-суомп». Площадь парка составляет 22 квадратные мили (57 км²), на которых расположены лесные угодья.

## История
Происхождение озера Драммонд не совсем ясно, так как нет явной сети рек, впадающих в озеро.
Археологические данные свидетельствуют о том, что в течение 13 000 лет болото населяли различные человеческие культуры. В 1650 году в болоте жили коренные американцы из прибрежных племён, говорящие на алгонкинских языках. В 1665 году Уильям Драммонд, первый губернатор Северной Каролины, стал первым европейцем, открывшим озеро посреди болота. Озеро впоследствии было названо в его честь. В 1728 году Уильям Берд II, возглавляя землемерные работы по установлению границы между Виргинией и Северной Каролиной, сделал множество наблюдений за болотом, причём ни одно из них не было положительным. Болото было названо Мрачным (англ. Dismal Swamp), и считается, что это название было дано Бердом. В 1763 году Джордж Вашингтон посетил этот район, и основал предприятие Great Dismal Company, целью которой стало осушение болот и их дальнейшая расчистка для заселения. Позже предприятие перешло к более выгодной цели — заготовке древесины.
В начале истории Соединённых Штатов на болоте жило несколько сообществ маронов. Мароны болота Грейт-Дисмал состояли из чернокожих рабов-беженцев, которые бежали внутрь болота в поисках безопасности и свободы. Роль болота в истории рабства в Соединённых Штатах была отражена во втором романе писательницы Гарриет Бичер-Стоу, «Дред, история о Проклятом болоте». Также 24 февраля 2012 года у болота был открыт павильон «Подземной железной дороги», в котором размещены экспонаты, повествующие об истории рабов-беженцев, которые жили в болоте.
Постройка канала «Дисмал-суомп» была санкционирована в Виргинии в 1787 году и в Северной Каролине в 1790 году. Строительство началось в 1793 году и было завершено в 1805 году. Канал, а также железная дорога, построенная через часть болота в 1830 году, позволили проводить заготовки древесины. После завершения строительства канала Альбемарле-энд-Чесапик в 1858 году, состояние канала «Дисмал-суомп» ухудшилось. В 1929 году правительство Соединенных Штатов выкупило канал и приступило к его благоустройству. В настоящее время канал является старейшим действующим искусственным водным путем в стране. Как и каналы Альбемарл и Чесапик, он является частью Атлантического берегового канала.

## Сохранение
В середине 20-го века природоохранные группы по всей территории Соединенных Штатов начали требовать сохранения остатков болота Грейт-Дисмал и восстановления заболоченных земель, которые к тому времени стали рассматриваться как критически важные места обитания для широкого круга птиц, животных, растений и других живых существ. Эта территория расположена вдоль Атлантического пролётного пути мигрирующих видов. В 1973 году корпорация Union Camp Corporation, бумажная компания, расположенная во Франклине, штат Вирджиния, с крупными землевладениями в этом районе, пожертвовала более 49 000 акров земли (200 км²) организации The Nature Conservancy, которая в следующем году передала эту собственность в собственность Службы охраны рыбных ресурсов и диких животных США. За это время 45 611 акров (184,58 км²) болота в 1973 году были объявлены Службой национальных парков Национальной природной достопримечательностью в связи с уникальным сочетанием геологических и экологических особенностей.
В 1974 году актом Конгресса США был основан национальный заповедник «Грейт-дисмал-суомп». Заповедник состоит из почти 107 000 акров (430 км²) заболоченных лесистых участков, включая 3100 акров (13 км²) озера Драммонд в его центре.